# Ковтун, Валентин Алексеевич
Валентин Алексеевич Ковтун (род. 13 октября 1938) — советский украинский легкоатлет, специалист по метанию диска. Выступал на всесоюзном уровне в 1960-х и 1970-х годах, двукратный бронзовый призёр чемпионатов СССР, обладатель бронзовой медали Спартакиады народов СССР, победитель первенств всесоюзного и республиканского значения. Представлял Харьков, спортивные общества «Авангард» и «Спартак».

## Биография
Валентин Ковтун родился 13 октября 1938 года. Занимался лёгкой атлетикой в Харькове, выступал за Украинскую ССР, добровольные спортивные общества «Авангард» и «Спартак».
Первого серьёзного успеха на всесоюзном уровне добился в сезоне 1963 года, когда на чемпионате страны в рамках III летней Спартакиады народов СССР в Москве с результатом 53,59 выиграл бронзовую медаль в зачёте метания диска.
В 1965 году на чемпионате СССР в Алма-Ате вновь стал бронзовым призёром, показав результат 56,54 метра.
В сентябре 1973 года на домашних соревнованиях в Харькове превзошёл всех соперников и установил свой личный рекорд в метании диска — 59,48 метра.
В августе 1974 года завоевал серебряную награду на турнире в Киеве (58,80).